# Unac
Unac (v srbské cyrilici Унац) je řeka v západní části Bosny a Hercegoviny. Pramení pod vrcholem Šator v nadmořské výšce okolo 900 m n. m. Poté teče jako horská bystřina, u obce Prekaja je přehrazena malou vodní elektrárnou. Dále protéká městem Drvar a poté teče severozápadním směrem, kde se v hlubokém kaňonu vlévá do řeky Uny ve vesnici Martin Brod. Její dolní tok je součástí národního parku Una. Řeka je dlouhá 66 km.
Řeka je atraktivní pro rybáře vzhledem k výskytu Pstruha potočního.